# Síndrome antifosfolipídica
La síndrome antifosfolipídica (SAF), o síndrome d'anticossos antifosfolipídics, és un estat autoimmunitari i hipercoagulable causat per anticossos antifosfolípids. L'SAF provoca coàguls de sang (trombosi) tant a les artèries com a les venes, així com complicacions relacionades amb l'embaràs, com ara avortament espontani, mort fetal, part prematur i preeclàmpsia severa. Encara que l'etiologia exacta de l'SAF encara no està clara, es creu que la genètica té un paper clau en el desenvolupament de la malaltia. Els criteris de diagnòstic requereixen un esdeveniment clínic (és a dir, trombosi o complicació de l'embaràs) i dos resultats positius en anàlisis de sang espaiats almenys tres mesos entre ells que detectin anticoagulant lúpic, anticossos antiapolipoproteïna o anticossos anticardiolipina.
La síndrome antifosfolipídica pot ser primària o secundària. La primària es produeix en absència de cap altra malaltia relacionada. La secundària es produeix amb altres malalties autoimmunitàries, com el lupus eritematós sistèmic. En casos rars, l'SAF condueix a una insuficiència orgànica ràpida a causa de la trombosi generalitzada; això s'anomena síndrome antifosfolipídica catastròfica (SAFC o síndrome d'Asherson) i s'associa amb un alt risc de mort.
La síndrome antifosfolipídica sovint requereix tractament amb medicaments anticoagulants com l'heparina per reduir el risc de nous episodis de trombosi i millorar el pronòstic de l'embaràs. Estudis mostren que el tractament d'heparina en combinació amb aspirina permet reduir significativament la possibilitat d'avortament espontani. L'acenocumarol i la warfarina no s'utilitzen durant l'embaràs perquè pot travessar la placenta, a diferència de l'heparina, i això pot comportar malformacions en el fetus.